# 539 Pamina
539 Pamina је астероид главног астероидног појаса. Приближан пречник астероида је 53,97 km,
а средња удаљеност астероида од Сунца износи 2,739 астрономских јединица (АЈ).
Инклинација (нагиб) орбите у односу на раван еклиптике је 6,808 степени, а орбитални период износи 1655,892 дана (4,533 године). Ексцентрицитет орбите астероида износи 0,210.
Апсолутна магнитуда астероида износи 9,70 а геометријски албедо 0,080.
Астероид је откривен 2. августа 1904. године.